# Fernando Olozaga
Fernando Olozaga (...) è un ex tennista spagnolo.

## Carriera
Attivo nel secondo dopoguerra ha partecipato a tre edizioni di Coppa Davis con la Spagna vincendo due incontri sui cinque disputati.
Nei tornei dello Slam vanta come migliore risultato il quarto di finale al Roland Garros 1956 nel doppio in coppia con Andrés Gimeno. Sempre sulla terra del Roland Garros ma nell'edizione 1948 ha sconfitto all'esordio il campione in carica József Asbóth, si è tuttavia fermato al terzo turno.